# Тульская митрополия
Тульская митрополия — митрополия Русской православной церкви в границах Тульской области. Образована решением Священного Синода от 27—28 декабря 2011 года, на основе Тульской и вновь созданной Белёвской епархий.
Первым главой митрополии стал епархиальный архиерей Тульской епархии Алексий (Кутепов Андрей Николаевич), получивший титул митрополита Тульского и Ефремовского.

## История
В земли, позднее вошедшие в состав Тульской области, христианство проникло не позднее XII века. Следующие четыре с лишним столетия указанные территории входили в состав Рязанской, а после 1622 года — в состав Коломенской епархий. Указом Священного Синода от 16 октября 1799 года в регионе была образована самостоятельная кафедра.

### Создание митрополии
27 декабря 2011 года Священный Синод на заседании в Патриаршей резиденции Данилова монастыря принял решение об учреждении трёх митрополий и пяти епархий. В числе первых трёх была и Тульская митрополия, объединившая вновь созданные Тульскую и Белёвскую епархии (главой последней был назначен епископ Серафим).
Спустя несколько дней состоялось первое заседание Архиерейского совета митрополии, на котором были утверждены план общих мероприятий для двух епархий, принципы финансовой ответственности обеих, а также определены новые кафедральные соборы.

## Митрополиты
- Алексий (Кутепов) (с 28 декабря 2012)[1]

## Состав митрополии
Включает две епархии:

### Белёвская епархия
Территория: Алексинский, Арсеньевский, Белёвский, Дубенский, Заокский, Каменский, Одоевский, Плавский, Суворовский, Тёпло-Огарёвский, Щёкинский, Чернский и Ясногорский районы.

### Тульская епархия
Территория: городские округа Тула и Донской; Богородицкий, Венёвский, Воловский, Ефремовский, Кимовский, Киреевский, Куркинский, Новомосковский и Узловский районов Тульской области.

## Участие в социальных проектах
В марте 2012 года Тульская митрополия и уполномоченный при губернаторе Тульской области по правам ребёнка заключили соглашение о сотрудничестве. Договор предусматривает участие священнослужителей в поддержке детей-сирот и детей, оказавшихся в трудной жизненной ситуации. Представители митрополии также заявили о необходимости развития и сохранения семейных ценностей в современном обществе, в связи с чем предложили создавать при ЗАГСах особые лектории для молодожёнов, где новобрачные могли бы получить консультации светских специалистов и священников.
В мае 2012 года было официально объявлено об участии Тульской митрополии в открытии при муниципальных образованиях региона школы молодых родителей. Мероприятия в рамках проекта, с привлечением представителей духовенства, сотрудников ЗАГСов, медицинских и других специалистов, будут проводиться в помещениях, предоставленных епархиями.